# 真庭市立北房小学校
真庭市立北房小学校（まにわしりつ ほくぼうしょうがっこう）は、岡山県真庭市下呰部（しもあざえ）にある公立小学校。

## 概要
- 本校は、旧上房郡北房町中心部に位置する。

## 沿革
- 2018年（平成30年）4月1日 - 中津井・呰部・上水田・水田の各小学校を統合して開校。

## 通学区域
- 上中津井・下中津井・下呰部・上呰部・阿口・上水田・宮地・山田・五名[1]。

## 進学先中学校
- 真庭市立北房中学校 - 主な進学先で、学区が本校と同じ。

## 交通アクセス
学校正門までの距離
- 備北バス・真庭市コミュニティバス『まにわくん♡』「北房小学校前」バス停より、
  - 呰部・水田下町行（備北）・真庭市役所行（まにわくん）のりばから、徒歩約100m・約2分。
  - 高梁バスセンター行（備北）・高岡上行（まにわくん）のりばから、徒歩約205m・約3分。
    - 高梁バスセンター行（備北）・高岡上行（まにわくん）停留所から学校正門まで、直線最短距離で約70mほどだが、横断歩道設置箇所の関係で、約3倍の距離となる。
- 中国道高速バス北房呰部バス停より、
  - 新見・三次・広島方面行のりばから、徒歩約455m・約7分。
  - 大阪方面行のりばから、徒歩約680m・約10分。
    - 高速バス停から学校敷地まで、直線最短距離で約170mほどだが、道路形状と正門設置箇所の関係で、遠廻りを強いる。

## 周辺
- 真庭市立北房こども園 - 進級前こども園で、同一敷地内。
- 中国自動車道
  - 北房呰部バスストップ
- 北房郵便局
- 真庭市役所北房振興局（旧:北房町役場）